# Рождественка (приток Сходни)
Рождественка (Рождественский ручей) — река в России, в районе Митино Москвы, правый приток Сходни. Протекает в открытом русле.

## История
Название дано по бывшему селу Рождествено, вошедшему в состав Москвы. Общеупотребительного названия нет. Наименование «Рождественка» употреблено при присвоении статуса памятника природы

## Описание
Начинается у пересечения Пятницкого шоссе с Митинской улицей как покрытая лесом глубокая балка. Протекает вначале в северо-восточном, далее в восточном, у устья — в юго-восточном направлении. Впадает в Сходню на опушке Красногорского лесопарка. Интересно, что вблизи устья попадает в старицу реки и течёт по ней в противоположных направлениях (бифуркация реки). У опушки лесопарка протекает через Рождественский пруд — мелководный водоём размерами 130 на 65 метров, в естественных берегах, с частично промытой земляной плотиной, поэтому не вся котловина пруда заполнена водой. Справа впадают два ручья от близлежащих родников. Правый берег реки лесной (в среднем и нижнем течении), на левом берегу луга с перелесками, а также деревенская и коттеджная застройка.
Длина сохранившегося участка 1,4 км (изначальная 1,8 км), длина с постоянным течением 1 км. В долине растут такие виды растений, входящих в Красную книгу Москвы, как страусник, ландыш, ветреница лютиковая, борец высокий, чина весенняя, нивяник, земляника зелёная, колокольчик широколистный и другие. Вся долина в 2005 году объявлена памятником природы.